# André Aubréville
André Aubréville, född den 30 november 1897 i Pont-Saint-Vincent, död den 11 augusti 1982 i Paris, var en fransk botaniker.
Han har fått släktet Aubrevillea samt ett flertal arter uppkallade efter sig.
Auktorsnamnet Aubrév. kan användas för André Aubréville i samband med ett vetenskapligt namn inom botaniken; se Wikipediaartiklar som länkar till auktorsnamnet.